# Sabulodes dissimilis
Sabulodes dissimilis là một loài bướm đêm trong họ Geometridae.